# Ідальго

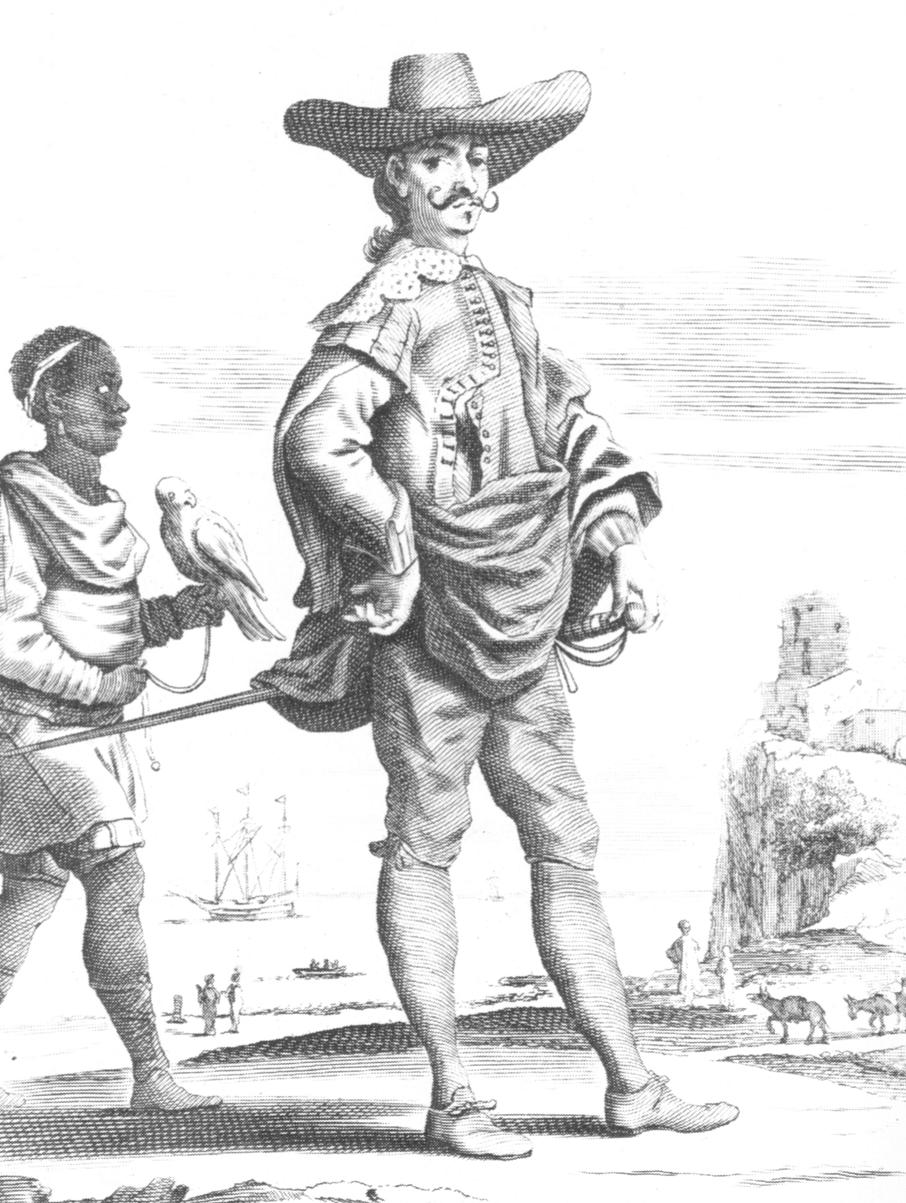
Французьке зображення ідальго в іспанських колоніях (XVI століття)

Геральдична корона іспанських ідальго

Іда́льго (ісп. hidalgo, ісп. вимова: [iˈðalɣo], від hijo de algo — букв. «син когось»), також гіда́льго — у середньовічній Іспанії особа, яка походила зі шляхетної родини й отримувала свій особливий статус, що передавався лише за чоловічою лінією, у спадок.
Для доказу приналежності до ідальго необхідно було привести п'ятьох свідків, які б підтвердили, що прадід тієї людини мав подібний статус; не менше трьох осіб зі свідків також мали бути ідальго. Власники такого статусу звільнялись від багатьох податків, не могли піддаватись страті, що вважалась ганебною: повішення, спалення, четвертування, шматування тваринами. Позбавити гідальго його статусу було неможливо. Від XV століття термін «ідальго» фактично замінив термін «кабальєро».
В Португалії титул мав назву «фідальго» (порт. fidalgo).